# Sperone

Sperone es uno de los 119 municipios o comunas ("comune" en italiano) de la provincia de Avellino, en la región de Campania. Con cerca de 3.185 habitantes, se extiende por una área de 3 km², teniendo una densidad de población de 1062 hab/km². Linda con los municipios de Avella, Baiano, Sirignano, y Visciano.

## Demografía
| Gráfica de evolución demográfica de Sperone entre 1861 y 2001 |
|                                                               |
| Fuente ISTAT - elaboración gráfica de Wikipedia               |

- Datos: Q55120
- Multimedia: Sperone / Q55120

1. ↑  Worldpostalcodes.org, código postal n.º 83020.
2. ↑  «Codici Catastali». Comuni-italiani.it (en italiano). Consultado el 29 de abril de 2017.